# Anna and Bella
Pour plus de détails, voir Fiche technique et Distribution.
Anna and Bella est un court métrage d'animation néerlandais réalisé par Børge Ring et sorti en 1984.
Le film a remporté l'Oscar du meilleur court métrage d'animation à la 58e cérémonie des Oscars en 1986.

## Synopsis
Deux vieilles sœurs, Anna et Bella, feuillètent de vieux albums photos et se remémorent ensemble les souvenirs de leur vie commune.

## Fiche technique
- Titre : Anna & Bella
- Réalisation : Børge Ring
- Dessins : Børge Ring et Hans Perk (en)
- Couleur : Eva Beumer
- Montage : Hans Perk (en)
- Musique : Oluf Ring (en)
- Production : Cilia van Dijk (en)
- Société de production : NIS
- Pays d'origine :  Pays-Bas
- Langue originale : Néerlandais
- Format : Couleur - 35 mm -
- Genre : Animation
- Durée : 8 minutes
- Dates de sortie :
  -  Pays-Bas : 1er janvier 1984 (première)
  -  Pays-Bas : 16 août 1984

## Distribution
- Tonny Huurdeman : Voix d'adulte
- Annemieke Ring : Voix d'enfant
- Peter Ring : Voix d'enfant